# Creu d'en Baguer
La Creu d'en Baguer és un monument del municipi de Sant Feliu de Guíxols (Baix Empordà) inclòs en l'Inventari del Patrimoni Arquitectònic de Catalunya.

## Descripció
És una creu de pedra de tipologia flordelisada. Els angles dels braços presenten motius decoratius de traceria que configuren un perfil estrellat al conjunt. La imatge de Jesús crucificat presideix l'anvers de la creu i, al revers, ocupa l'espai central la imatge de la Verge. El nus o capitell de la creu, de secció octogonal presenta dues petites escultures l'emplaçament de les quals coincideix amb les imatges de la creu. Es tracta de sant Martí, a l'anvers, i sant Sebastià màrtir, al revers. Damunt el nus hi ha una motllura on s'especifica la data 1563. El fust o columna vuitavada presenta la superfície estriada. La creu reposa damunt una base graonada de dos volums circulars i el superior, quadrangular. La columna i el peu són posteriors a la construcció de la creu segons s'especifica en una inscripció del la base: "Renovada en 1763. Joan Vaguer Vernich".

## Història
Antigament era situada a la cruïlla que formen els carrers Major i de la Creu. El nom d'aquest carrer li ve, precisament d'aquesta creu. Documentalment, però, aquest carrer era anomenat indistintament raval de la Creu, carrer de la creu i raval de Tudela. Sembla que l'any 1835 la creu va ser desplaçada d'aquest carrer, ja que molestava el pas dels veïns i, com era propietat de la família Baguer, aquesta la van enretirar i muntar de nou al pati del seu habitatge on actualment encara hi és.